# Xã Washington, Quận Fayette, Pennsylvania
Xã Washington (tiếng Anh: Washington Township) là một xã thuộc quận Fayette, tiểu bang Pennsylvania, Hoa Kỳ. Năm 2010, dân số của xã này là 3.902 người.